# رشیدیه (مراکش)
رشیدیه (به فرانسوی: Errachidia) یک منطقهٔ مسکونی در مراکش است که در استان رشیدیه واقع شده‌است. رشیدیه ۹۲٬۳۷۴ نفر جمعیت دارد و ۱٬۰۰۹ متر بالاتر از سطح دریا واقع شده‌است.